# Piéride du raifort
Zegris eupheme
Espèce
La Piéride du raifort ou Aurore d'Esper (Zegris eupheme) est une espèce de lépidoptères (papillons) de la famille des Pieridae, de la sous-famille des Pierinae et du genre Zegris.

## Dénomination
Zegris eupheme a été nommé par Eugen Johann Christoph Esper en 1804.

### Noms vernaculaires
La Piéride du raifort ou Aurore d'Esper se nomme Sooty Orange Tip en anglais et Zuidelijk oranjetipje en néerlandais.

### Sous-espèces
Zegris eupheme eupheme (Esper, 1804) sud de la Russie
- Zegris eupheme dyale (Peile, 1921) en Iran
- Zegris eupheme larseni (Pittaway, 1985)
- Zegris eupheme maroccana (Bernardi, 1950) au Maroc
- Zegris eupheme maroccana forme altitudensis  au Maroc
- Zegris eupheme menestho (Menetries, 1932)
- Zegris eupheme meridionalis (Lederer, 1852) Andalousie en Espagne
- Zegris eupheme sulfurea (Bang Haas, 1927)[1]
- Zegris eupheme uarda (Hemming, 1929)  en Israël et en Jordanie
- Zegris eupheme tigris (Riley, 1921) en Jordanie[2]

Selon certaines sources Zegris eupheme maroccana et Zegris eupheme meridionalis seraient synonymes.

## Description

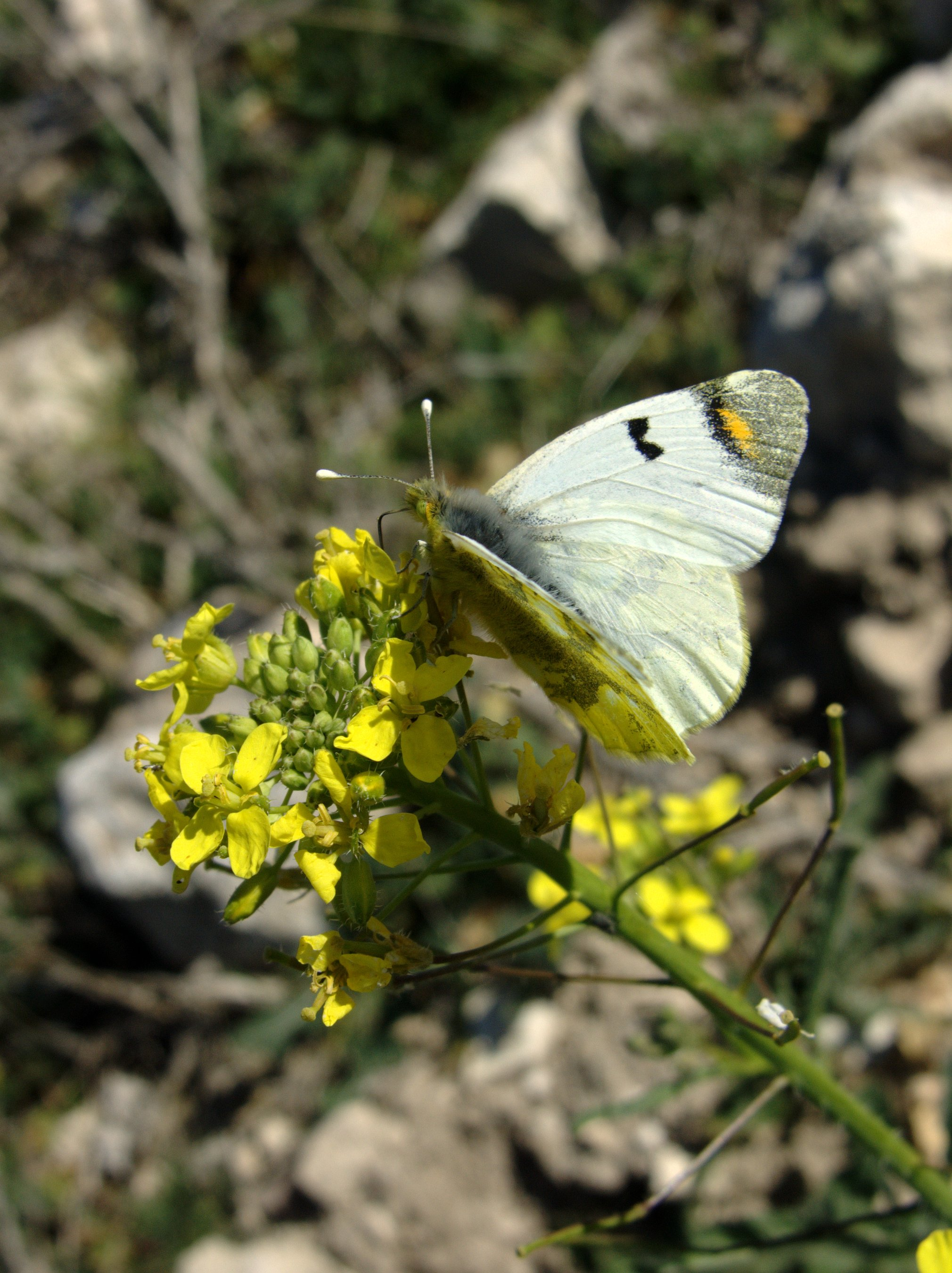
Piéride du raifort

La piéride du raifort est un papillon blanc dont l'apex des ailes antérieures noir est marqué d'une tache orange visible aussi au recto, parfois réduite chez la femelle. Les ailes postérieures sont marbrées de vert et ces marques sont intenses sur le revers.

## Biologie
Les œufs donnent des chenilles jaunes à anneaux gris pointillés de noir puis des chrysalides.

### Période de vol et hivernation
Les adultes volent à partir de mars, en une seule génération annuelle.
L'espèce hiverne dans sa chrysalide, au stade nymphal.

### Plantes hôtes
Les plantes hôtes de sa chenille sont Sinapis incana, Sisymbrium polymorphum, Camelina laxa et pour Zegris eupheme maroccana Isatis tinctoria et Sinapis incana.

## Écologie et distribution
L'Aurore d'Esper est présente en Espagne, en Afrique du Nord  (Maroc, Algérie, Tunisie), en Asie mineure et jusqu'en Iran, au Turkestan et dans le sud de la Russie sous forme de colonies isolées.

### Biotope
Elle est inféodée aux  pentes caillouteuses.

### Protection
Pas de statut de protection particulier.

## Philatélie
L'espèce figure sur une émission de Russie de 1986
La sous-espèce Zegris eupheme uarda figure sur une émission d'Israël de 1965 (valeur faciale : 0,12 l).